# От Красных ворот
«От Красных ворот» — автобиографический рассказ (повесть) русского писателя Юрия Коваля, посвящённый истории дружбы мальчика и фокстерьера на фоне московской повседневной жизни середины 1950-х годов. Впервые опубликован в 1984 году в сборнике «Самая лёгкая лодка в мире», впоследствии многократно переиздавался в составе сборников писателя, при этом иногда характеризуется в изданиях как «повесть». Переведён на английский язык.

## Сюжет

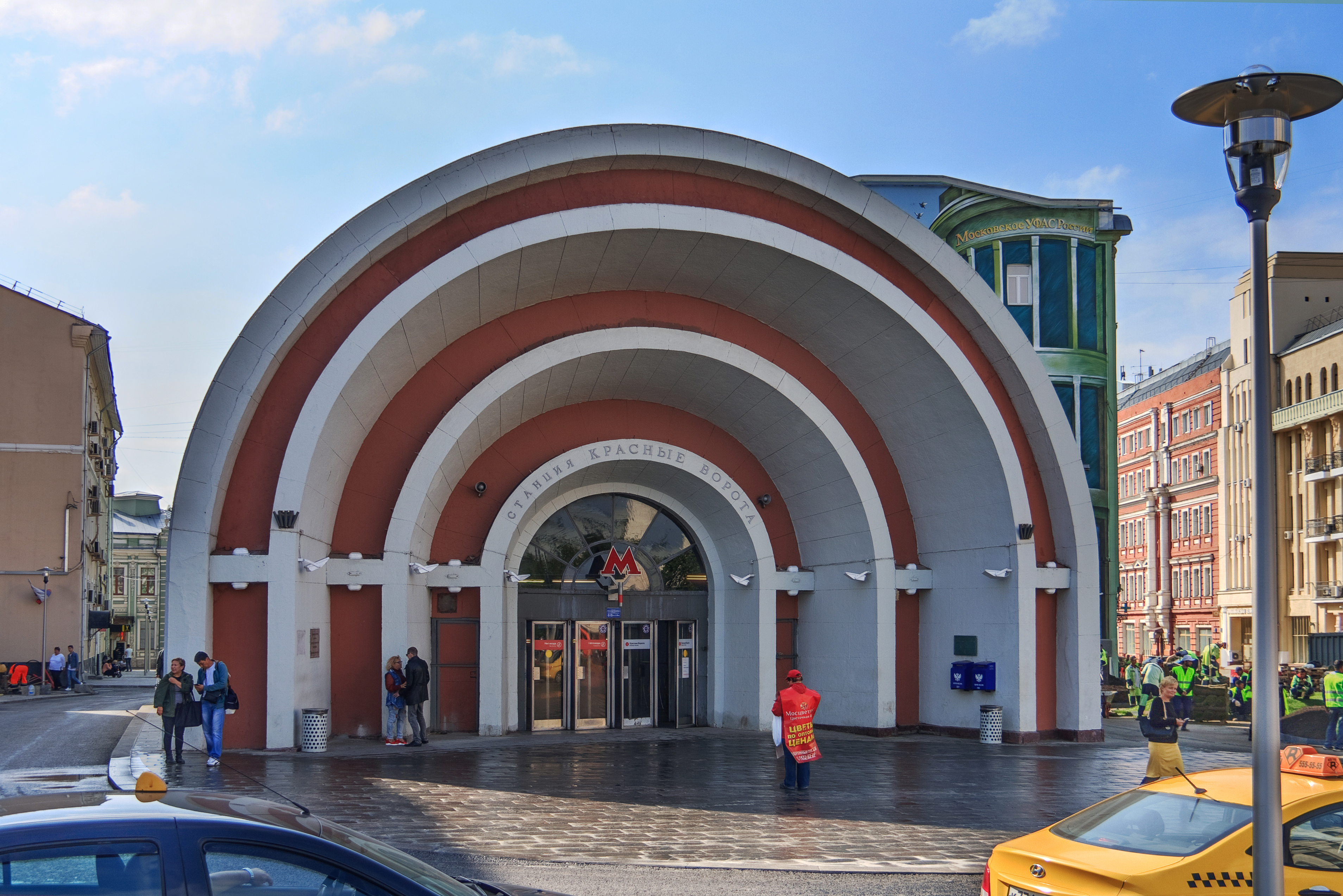
Станция метро «Красные Ворота», упомянутая в повести

Рассказ ведётся от первого лица, герой — не названный по имени мальчик, сначала школьник, затем студент. Он живёт в Москве у площади Красных Ворот с родителями и старшим братом Борей.
Однажды, когда братья плыли на лодке по реке Сестре, рассказчик заметил на берегу «небольшого роста беленькую собачонку» и без особой цели позвал её, издав губами звук «пцу-пцу». Неожиданно для мальчика собака, оказавшаяся гладкошёрстным фокстерьером, приплыла к нему в лодку, а затем последовала за ним в пригородный автобус, в электричку Дмитров—Москва и в городскую квартиру, признав его за хозяина. Отец, занятый в это время «потрясающими событиями, которые происходили тогда на белом свете», сказал мальчику только одно слово «сам», имея в виду, что забота о собаке будет лежать полностью на сыне. Хотя герой хотел назвать собаку Миледи из любви к роману «Три мушкетёра», но она оказалась кобелем, поэтому была названа Милордом. Между тем, «потрясающее событие» намечалось и в семье: брат Боря женился на своей невесте Ляле и переезжал к ней на Смоленский бульвар. Поскольку героя с собакой не пускали в метро и троллейбус, вместе с Милордом он ходил навещать Борю и Лялю пешком по Садовому кольцу — «то налево, то направо».
Наступили школьные будни: герой готовился к поступлению в педагогический институт, хотя в его поступление не верил никто, кроме одного человека, великого учителя русского языка и литературы Владимира Николаевича Протопопова. В своё время он учил брата Борю, но затем ушёл в другую школу, и теперь рассказчик ходил к Протопопову заниматься по вечерам в школу в Гороховом переулке. Позже, готовясь к экзаменам, герой во время прогулок с Милордом во дворе научился, раскручивая вцепившуются в поводок собаку, заставлять её «летать» над фонтаном.

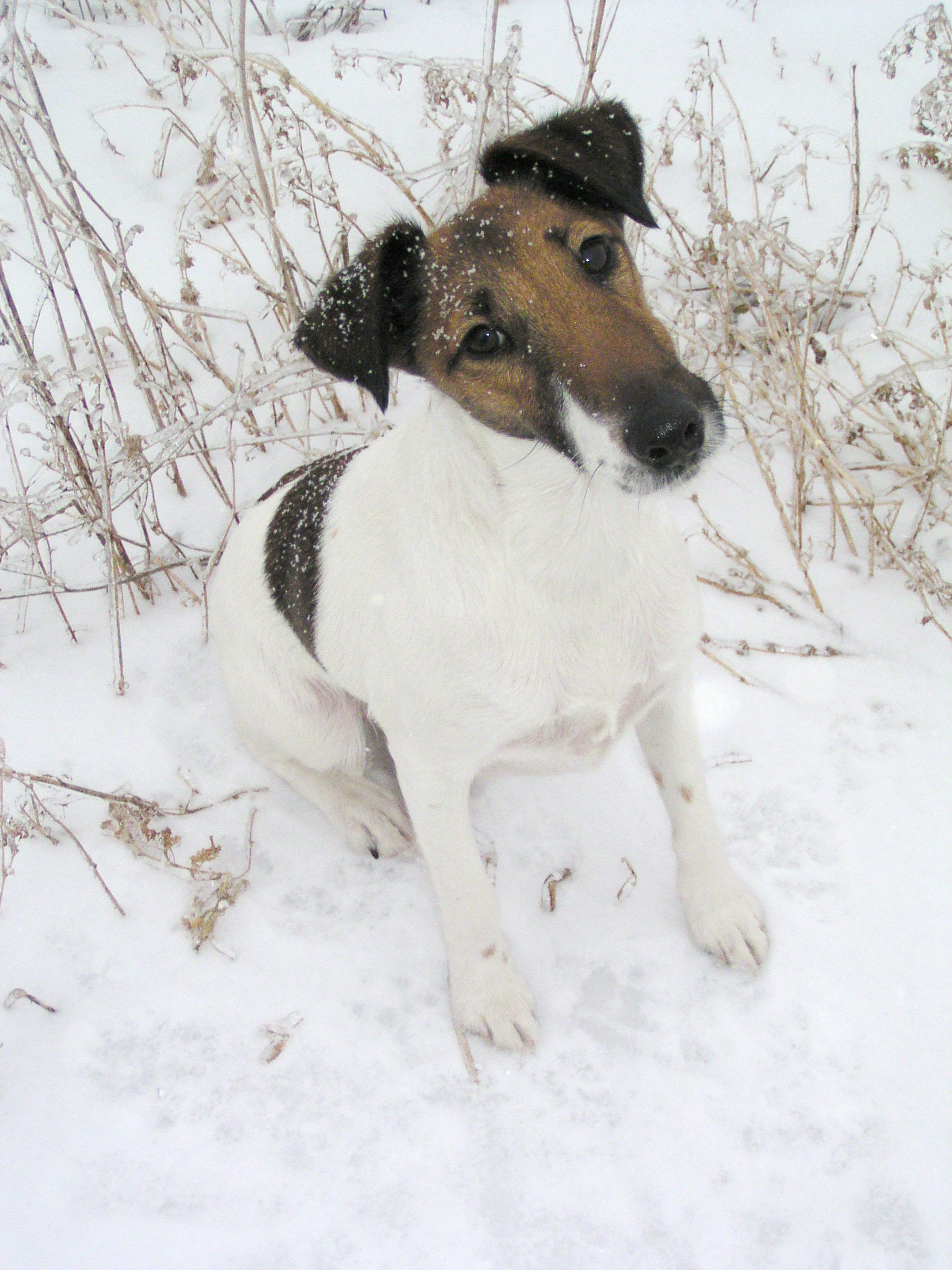
Гладкошёрстный фокстерьер

Наконец, рассказчик становится студентом первого курса МГПИ им. В. И. Ленина. Он погружается в студенческую жизнь, заводит друзей, влюбляется в девушек. Однажды, чтобы впечатлить одну из девушек, он показывает в Главном зале института фокус с «летающим» Милордом, который врезается в почётную доску в надписью «Славные сталинские соколы-стипендиаты». Следует серьёзный разговор с деканом Фёдором Михайловичем Головенченко, который пытается понять, что означает фраза из докладной записки «И тогда этот студент кинулся собакой в доску». Услышав от героя, что это «хорей, но с пиррихием», декан прогоняет его со словами «О закрой свои бледные ноги!», однако не отчисляет.
В октябре, во время утиной охоты с Милордом, собаку кусает гадюка. У неё отнимаются задние лапы, но герою удаётся выходить своего питомца. Вскоре Милорд снова наслаждается прогулками и разбрасыванием осенних листьев. Однажды, ненадолго оставив Милорда во дворе, рассказчик слышит, что его зовут дворовые ребята, которые сообщают, что собаку увёл какой-то человек. Герой бежит от Красных ворот «по Садовой-Черногрязской к Земляному валу», но понимает, что он больше никогда не увидит Милорда.

## Создание, публикация, переводы
Первая публикация «От Красных ворот» — в составе сборника «Самая лёгкая лодка в мире», вышедшего в конце 1984 года в издательстве «Молодая гвардия». В сборник вошла одноимённая повесть и семь рассказов, включённых в раздел «Рассказы», последним из которых является «От Красных ворот». По словам Коваля, при подготовке сборника в издательстве редактор Мадлена Катаева «почти не редактировала» текст: «Отредактировала там одну только фразу, и то, можно сказать, выкинула не она, а цензура». Это была фраза из рассказа «От Красных ворот» о «двух важнейших скульптурах нашего времени» в здании МГПИ. Вячеслав Кабанов, товарищ и издатель Коваля, также вспоминал о том, что в 1984 году «цензура вздрогнула от странного упоминания „двух важнейших скульптур нашего времени“ и попросила это снять. Пришлось „диковинным типам“ толпиться просто „у ног огромных скульптур“» (эти скульптуры изображали Ленина и Сталина). В сборнике же 1993 года «Опасайтесь лысых и усатых», «Юра подал в редакцию подлинный текст»; в этом сборнике произведение также отнесено к рассказам.
До выхода книги в сентябре 1984 года в «Учительской газете» публиковался отрывок из повести под названием «Уровень полёта вальдшнепов», рассказывающий об учителе Протопопове.
В 2013 году в сборнике «Moscow Tales» («Московские сказки») вышел перевод повести на английский язык, выполненный Сашей Дагдейл.

## Автобиографическая основа

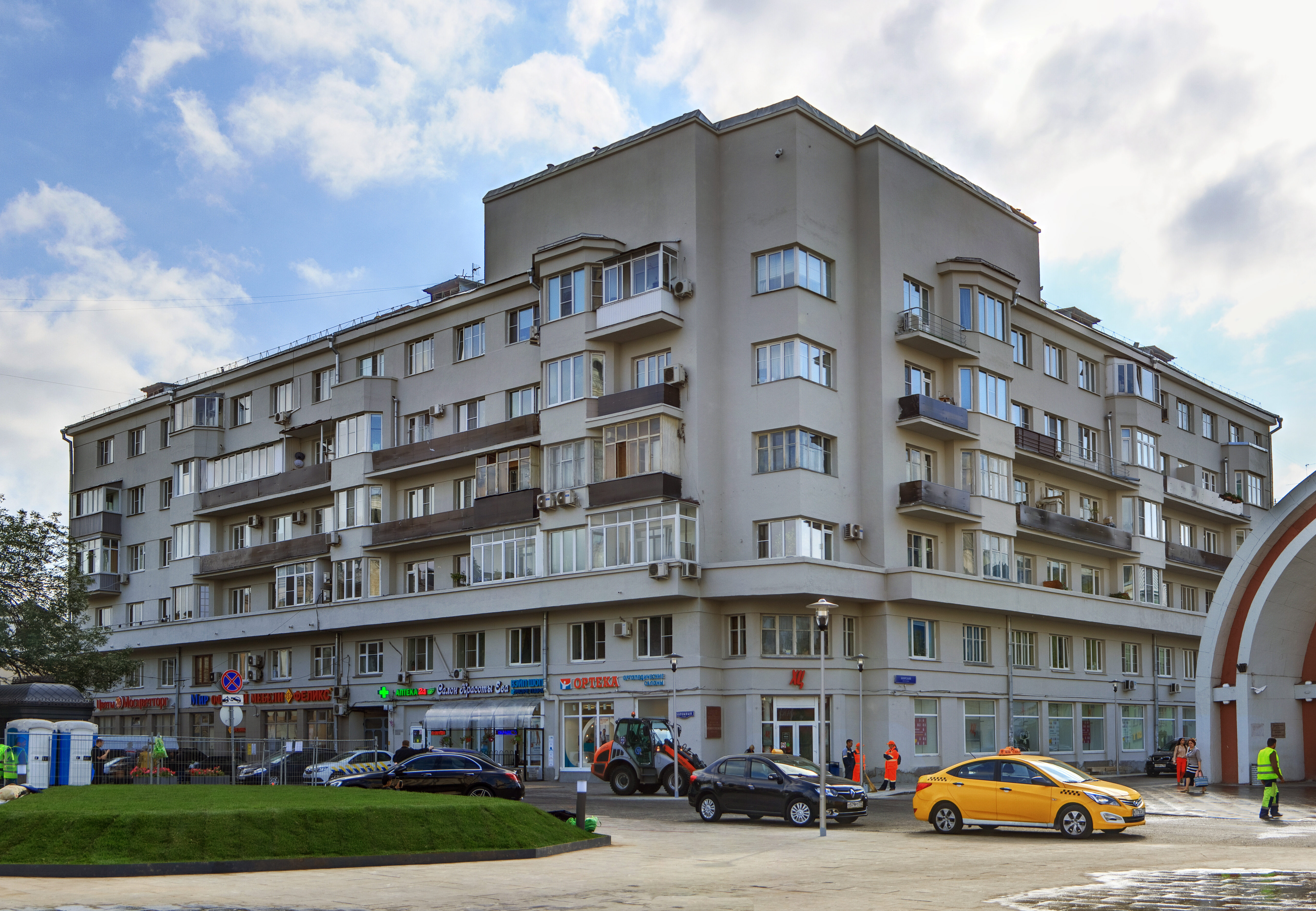
Дом у метро «Красные Ворота», в котором жила семья Ковалей

Рассказ носит автобиографический характер: у Юрия Коваля был старший брат Борис Коваль, семья Ковалей жила у Красных ворот («в доме два дробь шесть по Хоромному тупику»), Коваль учился в школе на улице Чаплыгина, его учитель Владимир Николаевич Протопопов оказал на него «огромное влияние», в 1955 году Коваль поступил в МГПИ, где познакомился с людьми, упомянутыми в тексте (Юрий Визбор, Юлий Ким, Пётр Фоменко и другие). Деканом историко-филологического факультета МГПИ с 1957 по 1962 год был Ф. М. Головенченко.
В воспоминаниях о Ковале, говоря о годах учения в МГПИ, Юлий Ким и Леонид Мезинов вспоминают описание большого институтского зала в рассказе Коваля, при этом Юлий Ким называет «От Красных ворот» «одной из лучших его новелл», а Леонид Мезинов — «автобиографической повестью».
Постоянная экспозиция, посвящённая Юрию Ковалю, открывшаяся в 2024 году в Московской башне Кирилло-Белозерского музея-заповедника, получила название «От Красных ворот».